# Zitters
Zitters ist eine ehemalige Gemeinde mit 53 Einwohnern im Biosphärenreservat Rhön. Zitters wurde 953 erstmals urkundlich erwähnt und ist heute Ortsteil von Schleid im Wartburgkreis in Thüringen.

## Geografie
Der Ort Zitters befindet sich im oberen Kohlbachtal, einem Seitental der Ulster, an der hessisch-thüringischen Landesgrenze, etwa 7 Kilometer von der Stadt Geisa entfernt. Die geographische Höhe des Ortes beträgt 400 m ü. NN.
Die Ortslage ist mit Geisa über die Kreisstraße 93  und den Nachbarorten Kranlucken und Gerstengrund verbunden.
Zu Zitters gehört das ehemalige Gehöft Kohlbachshof, das 1972 Grenzsicherungsmaßnahmen zum Opfer fiel.

## Geschichte
In einer 953 von König Otto I. gesiegelten Urkunde über Grunderwerbungen und -tauschvorgänge des Klosters Fulda findet sich in der Liste der Ortschaften auch Ciderates. Die Deutung des Ortsnamens Zitters soll auf einen Personennamen „Zitteri“ verweisen, der ungewöhnliche Name fand in den folgenden Jahrhunderten vielfache Modifikationen: noch 1197 „Citerates“, 1334 „Cithers“ und „Cythers“, 1431 „Zythers“, 1624 „Zyders“, 1654 erstmals „Zitters“, 1722 auch „Zieders“ und „Zieters“.
Die aus administrativen Gründen vorgenommene Einteilung der fuldaischen Besitzungen in Ämter erfolgte entsprechend der Hauptburgen, hierbei wurde Zitters dem Amt Rockenstuhl zugeteilt. Im Jahr 1334 erwarben die adeligen Brüder Hermann und Eckert von der Aue in Zitters Nutzungsrechte für 120 Pfund Heller.
Im Jahr 1382 wurde im Ort eine Kapelle geweiht, die Mutterpfarrei befand sich in Schleid.
In der heutigen Flur von Zitters befanden sich zu dieser Zeit bereits mehrere entlegene Höfe: erwähnt werden Merles, Krollhof, Köllershof, Kohlbachshof, Roppelshof, Hof-Zitters, ein wüster Hof am Kuhberg, ein ebensolcher am Hochrain.
An Zitters grenzte zu dieser Zeit im Süden das Dorf Godermanns mit 26 Häusern, ein Lehen der später zum Protestantismus übergetretenen Reichsritter von der Thann. Die Einwohner von Godermanns wollten den Religionswechsel ihres Kirchenpatrons nicht folgen, daher wagten sie die Flucht und siedelten sich in den katholisch gebliebenen Nachbargemeinden im Amt Rockenstuhl an, so erhielt auch Zitters drei emigrierte Familien als Zuwanderer. Der verlassene Ort Godermanns blieb in den folgenden Jahrhunderten eine Wüstung, die Flur und damit verbundene Nutzungsrechte wurde nach langwierigen Prozessen 1703 mit Zustimmung der Fuldaischen Verwaltung auf die Anliegergemeinden aufgeteilt.
Während des Dreißigjährigen Krieges hatte Zitters und die Nachbargemeinden als Folge von Pest und Überfällen schwer zu leiden. 1635 wurden im Pfarrsprengel von Schleid, zu dem Zitters gehörte 429 Beerdigungen vorgenommen, 1637 nochmals 271 Tote, laut Chronik wurde ein separierter Pestfriedhof angelegt. Die Wirtschaftskraft der Orte war durch den Bevölkerungsverlust ruiniert, jedoch erfolgten auch in den Folgejahren noch Plünderungen und Truppendurchzüge, die abgelegenen Höfe wurden aufgegeben und verödeten.
Mit der Gründung der Pfarrei von Kranlucken im Jahr 1737 gelangte Zitters in diesen Pfarrsprengel.
Die bereits mehrfach als baufällig erwähnte Kapelle wurde 1891 bis auf die Grundmauern abgebrochen und durch einen Neubau ersetzt. Moderne Baumaterialien und -techniken fanden Verwendung, bereits nach drei Monaten war der Rohbau fertiggestellt. Die Einweihung der Kapelle erfolgte 1894. Noch bis 1907 trafen Spenden ein, um das Innere der Kapelle auszuschmücken. Die Baumaßnahme wurde auch durch staatliche Zuwendungen des Großherzogtums Sachsen-Weimar-Eisenach unterstützt.  1951 und 1974–76 wurden erneut Bauarbeiten an der kleinen Dorfkirche vorgenommen.
Wegen der geringen Einwohnerzahl von Zitters erfolgte der Schulunterricht im Nachbarort Kranlucken, das dortige Schulhaus wurde 1759 erbaut und 1870 durch einen Neubau ersetzt. 1920 erhielt Zitters auf Wunsch der Einwohner eine Einklassenschule für die 16 Schüler zählenden Gemeindeschule bewilligt. Damit entfiel der besonders in den schneereichen Wintermonaten beschwerliche Gang in die Nachbarorte. Seit 1968 werden alle Schüler des Kohlbachtals in Geisa eingeschult und unterrichtet.
Im Jahr 1938 wurde in den Orten des Kohlbachtals die Separation und amtliche Flurbereinigung durchgeführt. Sie hatte das Ziel, die landwirtschaftlichen Nutzflächen neu zu ordnen um die über Jahrhunderte entstandene starke und unwirtschaftliche Fragmentierung der Fluren zu beenden. Gleichzeitig wurde als Arbeitsbeschaffungsmaßnahme der Bau von Wald- und Feldwegen angeordnet. Die Mehrzahl der begonnenen Wegebauten mussten im Zweiten Weltkrieg noch von Zwangsarbeitern fertiggestellt werden. Die Separation endet deshalb erst 1947 und hatte zugleich die in der DDR angestrebte Bodenreform realisiert. Die Bauern von Zitters mussten sich um 1960 in der LPG Rossberg vereinigen. Als Folge der Grenznähe wurden die grenznahen Gehöfte abgesiedelt, mühsam bewirtschaftetes Ackerland wurde aufgelassen und zur Viehweide bestimmt. In mehreren Schritten wurden die LPGen im Kohlbachtal zusammengefasst, zuletzt bestand die LPG Typ III „Karl Liebknecht“ mit Sitz in Bremen für Pflanzenproduktion und die LPG Typ III „Vorderrhön“ in Geisa für Tierproduktion, mit Schwerpunkt Rindermast und Milcherzeugung.
Die Grenzsoldaten benötigten eine militärische Unterkunft, deshalb wurde im November 1951 am Ortsrand eine Holzbaracke erbaut. Das Gebäude fand später als Lagerraum der Gemeinde und 1983 als provisorischer Kindergarten Verwendung. Die Verkehrsverhältnisse wurden nur zögerlich verbessert. Im November 1949 wurde die Kohlbachbrücke erneuert, 1953 bis 1955 dauerte der schrittweise Ausbau der Landstraße nach Kranlucken und Gerstengrund. Der Busfahrplan hatte ab 1955 eine wöchentlich angebotene Verbindung – jeweils mittwochs fuhr der Linienbus nach Geisa. Die im Ort geborenen Kleinkinder wurden zunächst im Gemeindehaus in den Kindergarten geschickt. Ab 1972 wurden alle Vorschulkinder (meist 14 bis 16 Kinder) aus dem Kohlbachtal in den Kindergarten nach Motzlar gefahren. 1987 wurde die Schule in Zitters aufgehoben, das Gebäude  wurde sofort als Kindergarten übernommen. Die Lebensmittelversorgung übernahm ein winziger Dorfkonsum in Knapp's Bau. Das Provisorium endete mit dem Umzug in das Gemeindehaus, wo der Konsum bis September 1990 betrieben wurde. Rings um den Ort gibt es mehrere natürliche Quellen, die erste Wasserleitung wurde 1928 bis 1930 errichtet, sie hatte aber eine schlechte Wasserqualität. Ein Tollwutfall im Jahr 1958 sorgte für Unruhe unter der Bevölkerung, man vermutete einen Zusammenhang mit dem Trinkwasser. Die neue Wasserleitung wurde in Auftrag gegeben und erhielt auch zwei Laufbrunnen in der Ortslage. Nach der Wende wollte man ein Wassergeld für die im NAW-Einsatz errichtete Anlage einführen.
Im Jahre 1994 schlossen sich die Orte Kranlucken, Motzlar, Zitters und Schleid zur Einheitsgemeinde Schleid zusammen, damit endete die politische Selbständigkeit von Zitters.